# International Computer Games Association
L'International Computer Games Association (ICGA), créée sous le nom International Computer Chess Association (ICCA) en 1977, est une association de développeurs de programmes d'échecs qui organise le championnat du monde d'échecs des ordinateurs et publie le magazine trimestriel ICGA Journal afin de diffuser les connaissances techniques de cette discipline.
Renommée en 2002, l'association élargit son domaine d'intérêts aux jeux sur ordinateur et à l'intelligence artificielle en organisant les Olympiades informatiques et l'International Conference on Computers and Games. 
L'ICGA est dirigée par David Levy.